# Kyselina telluričitá
Kyselina telluričitá (sumární vzorec H2TeO3) je anorganická sloučenina telluru. Jedná se o kyslíkatou kyselinu, která se nejčastěji připravuje reakcí chloridu telluričitého s vodou a lze ji rovněž připravit reakcí chloridu tellurnatého s vodou. Další možností je reakce roztoku telluričitanu draselného se zředěnou kyselinou dusičnou.